# العلاقات الميانمارية النيكاراغوية
العلاقات الميانمارية النيكاراغوية هي العلاقات الثنائية التي تجمع بين ميانمار ونيكاراغوا.

## مقارنة بين البلدين
هذه مقارنة عامة ومرجعية للدولتين:
| وجه المقارنة                                              | ميانمار          | نيكاراغوا        |
| --------------------------------------------------------- | ---------------- | ---------------- |
| المساحة (كم2)                                             | 676.58 ألف       | 130.38 ألف       |
| عدد السكان (نسمة)                                         | 53.37 مليون      | 6.22 مليون       |
| الكثافة السكانية (ن./كم²)                                 | 78.88            | 47.71            |
| العاصمة                                                   | نايبيداو، يانغون | ماناغوا          |
| اللغة الرسمية                                             | اللغة البورمية   | اللغة الإسبانية  |
| العملة                                                    | كيات ميانماري    | كوردبا نيكاراغوا |
| الناتج المحلي الإجمالي (بليون دولار)                      | 69.32 مليار      | 13.81 مليار      |
| الناتج المحلي الإجمالي (تعادل القوة الشرائية) بليون دولار | 282.95 مليار     | 31.63 مليار      |
| الناتج المحلي الإجمالي الاسمي للفرد دولار أمريكي          | 1.16 ألف         | 2.09 ألف         |
| الناتج المحلي الإجمالي للفرد دولار أمريكي                 |                  | 4.92 ألف         |
| مؤشر التنمية البشرية                                      | 0.536            | 0.631            |
| رمز المكالمات الدولي                                      | +95              | +505             |
| رمز الإنترنت                                              | .mm              | .ni              |
| المنطقة الزمنية                                           | ت ع م+06:30      | 00               |

## منظمات دولية مشتركة
يشترك البلدان في عضوية مجموعة من المنظمات الدولية، منها:
| علم المنظمة | اسم المنظمة                        | تاريخ انضمام ميانمار | تاريخ انضمام نيكاراغوا |
| ----------- | ---------------------------------- | -------------------- | ---------------------- |
|             | مؤسسة التنمية الدولية              | 5 نوفمبر 1962        | 30 ديسمبر 1960         |
|             | منظمة التجارة العالمية             | ?                    | ?                      |
|             | مؤسسة التمويل الدولية              | 3 ديسمبر 1956        | 20 يوليو 1956          |
|             | منظمة حظر الأسلحة الكيميائية       | ?                    | ?                      |
|             | الأمم المتحدة                      | 19 أبريل 1948        | 24 أكتوبر 1945         |
|             | الاتحاد الدولي للاتصالات           | 15 سبتمبر 1937       | 12 مايو 1926           |
|             | منظمة الشرطة الجنائية الدولية      | ?                    | ?                      |
|             | البنك الدولي للإنشاء والتعمير      | 3 يناير 1952         | 14 مارس 1946           |
|             | الاتحاد البريدي العالمي            | ?                    | ?                      |
|             | وكالة ضمان الاستثمار متعدد الأطراف | 16 ديسمبر 2013       | 12 يونيو 1992          |
|             | يونسكو                             | 27 يونيو 1949        | 22 فبراير 1952         |

## وصلات خارجية
- موقع وزارة الخارجية الميانمارية
- موقع وزارة الخارجية النيكاراغوية